# Paris axialis
Paris axialis är en nysrotsväxtart som beskrevs av Hen Li. Paris axialis ingår i släktet ormbärssläktet, och familjen nysrotsväxter. Inga underarter finns listade.